# (2027) Shen Guo
(2027) Shen Guo (1964 VR1) – planetoida z pasa głównego asteroid okrążająca Słońce w ciągu 5,25 lat w średniej odległości 3,02 au. Odkryta 9 listopada 1964 roku.